# アイスランド人の書
『アイスランド人の書』（アイスランドじんのしょ。古ノルド語: Íslendingabók、ラテン語: Libellus Islandorum。英語: The Book of Icelanders）は、初期のアイスランドの歴史を伝える、史実に基づく作品である。著者は、12世紀の初期に活躍した、アイスランドの聖職者アリ・ソルギルスソンである。
現在『アイスランド人の書』と呼ばれているのは、アリがラテン語で『Libellus Islandorum』と名付けた写本である。制作年代は1134年-1138年と推定されている。最初に書かれた写本は残っていない。アリは最初はラテン語で執筆したと推定されるがそれは失われ、後に当時のアイスランド語で書いたものが現在に残ったと考えられる。
作品にはより古い時代のノルウェー王に関する情報も含まれ、王のサガを後に執筆した人々に利用された。
司教ブリュニョールヴル・スヴェインスソンの助手であった、Villingaholtの聖職者ヨーン・エルレンドソン（Jón Erlendsson。1672年没）は、『アイスランド人の書』の2冊の写本を制作した。それらはアウルトニ・マグヌッソン研究所にある AM 113 a fol と AM 113 bである。司教が最初の写本に不満を抱いていたので後からもう1冊を制作した。

## 形式と情報源
『アイスランド人の書』はきわめて簡潔な作品であって、簡素な散文でアイスランドの歴史の主要な出来事を報告している。著者がほとんど口述による史実を出典とする一方、筆者は彼の情報源の信頼性を証明しようと苦労し、口述者の何人かの名前に言及している。筆者は超自然的な記述もキリスト教への偏りも避けている。書の序文にははっきりと、「報告に関し間違っているかもしれないものは何でも『真実であることを最も証明されうる内容』に修正されなければならない」と述べられている。作品のこうした特徴や、文書が初期の時代に成立したことから、歴史家はこの書を、初期のアイスランドの歴史に関して最も信頼できる、現存している情報源だと考えている。

## 内容
序章と最後のほうの家系を別にすれば、『アイスランド人の書』は10の短い章に分けることができる。それぞれの章の概要を以下に述べる。

### 序章
アリが『アイスランド人の書』を司教トルラクとケティル、神父セームンド に見せて助言を受けて修正した経緯。スウェア王〈伐木者〉オーラブ(en)からノルウェーのハラルド美髪王までの系譜。目次。

### 1. アイスランドへの植民
ノルウェーのハラルド美髪王の時代に始まった、インゴルブらをはじめとするノルウェーからのアイスランドへの植民。先住民であったアイルランド人修道士（パパ(en)として知られていた）が異教(en)の北欧人と共に暮らすことを嫌って島を退去したこと。

### 2. ノルウェーの法律の導入
ウルブリョット(Ulfljótr)がノルウェーより法律をもたらす。アルシングの開催に先立つ〈山羊ひげ〉グリム(Grímr Goatshoe)によるアイスランド全土の調査。

### 3. アルシングの設立
シンクヴェトリルでのアルシング設置。60年後、アイスランドへの植民が終了。法の制定者ウルブリョットの後、ヘングの息子ラブン（フラムンとも。(en)）が最初の法の宣言者(en)になること。

### 4. 暦法の固定
当時使用していた暦法では1年が364日、52週であったが、年々季節とずれていくことが判明。〈黒い〉トルステン(Þorsteinn surtr)により7年ごとに1週間を加える調整が提案され、アルシングにて法として採用される。

### 5. アイスランドの司法的な4地区へ分割
地方で臨時的な裁判の民会(en) を開く仕組みが難しくなり、標準化が求められてきたことから、〈大声の〉トルド(Þórðr gellirがアルシングで実情を訴えた。アイスランドを4地区に分けてそれぞれに3つの民会を置くこととなり、各地区で裁判を審議する集会をもった。その東西南北の地区のうち北区には4つの民会が置かれた。

### 6. グリーンランドの発見と植民
985年頃グリーンランドが発見され、赤毛のエイリークが人々がそこへ移りたがるような良い名前をつけた。北欧からの移民達は、以前そこにいた人々の住居跡を見つけ、ヴィンランドのスクレリング人に関連する人々だったろうと考えた。

### 7. アイスランドのキリスト教化
ノルウェーの王オーラブ1世がアイスランドの住民をキリスト教に改宗させるべくタングブランドを送ったが、この宣教師は何人かの族長を改宗させたものの彼を侮辱する詩を書いた2、3人の男を殺した。彼は1、2年後にノルウェーに戻ってアイスランドが改宗される見込みがないと王に話した。王は激怒し、ノルウェーにいるアイスランド人を殺傷すると脅した。以前タングブランドによって改宗したアイスランドの族長のうちの2人が王に会い、改宗を援助すると誓った。999年または1000年の夏、宗教の問題はアルシングで危機点に達した。キリスト教派と異教派は同じ法律を共有することを望まなかった。キリスト教徒の依頼を受けたシーダのハル(Hallr á Síðu)は〈法の宣言者〉のトルケルの子トルゲイルと会い、トルゲイルが双方が容認できる妥協点を示すという合意を得た。仮小屋で一昼夜毛布の下で熟考した翌日、トルゲイルは法の岩から、国が平和を維持する唯一の方法は同じ法律と同じ宗教を皆が守ることだと語った。彼は妥協案を読み上げる前に、全土に対する1つの法を定めることで解決することを、集まった人々に約束させた。トルゲイルはそれから、洗礼をまだ受けていない人は皆キリスト教に改宗すべきと定めた。しかし異教への3つの妥協すなわち生まれたばかりの子供の遺棄、馬肉食、非公式な異教の犠牲祭は許された。数年後、これらの容認は廃止された。

### 8.外国からの司教
外国出身でアイスランドに来て布教をした司教の紹介。トルゲイルの後の〈法の宣言者〉の紹介。

### 9.司教イスレイブ
〈白い〉ギツールの息子イスレイブが司教となり、多くの首領が自分の子息をイスレイブの元で神父としたこと。イスレイブの3人の息子はいずれも首領となりその1人ギツールが後に司教となったこと。
アリは祖父のゲリール・トルケルソンに育てられていたが7歳の時に祖父が亡くなったため、イスレイブの子でハウク谷のテイト神父に引き取られた。テイトは3歳の時にタングブランドより洗礼を受けたことを覚えていた。アリは14年間、テイトの元で聖職者となるべく励んだ。12歳の時には乳兄弟テイトと共にイスレイブの死に立ち会った。

### 10.司教ギツール
イスレイブの息子ギツールが父の死後司教となり、スカルホルトに司教座を置くことを法で定め、土地や動産を寄付したこと。また島の北部にも司教座を置くべく財産の4分の1以上を寄付したこと。島民の財産の価値の10分の1を教会に税として納めることを決めたこと。
ギツールの時代に島にいる国会出席税（シング税。首領がアルシングへ出席するための旅費の財源とすべく地域の農民から徴収した税。）を負担する資格のある農民を数えたところ4560人であったこと。またギツールの死後2年後に暦法が変わり、その年は、計算すればキリスト生誕後1120年にあたること。

### 系譜
アイスランド生まれの司教につながる系譜と、ユングリング家から始まりブレイダ湾家のアリ自身につながる父系の系譜の紹介。